# Nathaniel B. Baker
Nathaniel Bradley Baker, född 29 september 1818 i Henniker i New Hampshire, död 11 september 1876 i Des Moines i Iowa, var en amerikansk politiker. Han var New Hampshires guvernör 1854–1855.
Baker efterträdde 1854 Noah Martin som guvernör och efterträddes 1855 av Ralph Metcalf.